# X (Australische band)
X is een Australische punkrockband, opgericht in Sydney, New South Wales in 1977, opgericht door wijlen Ian Rilen, Steve Lucas, Ian Krahe en Steve Cafiero.

## Bezetting
Leden
- Steve Lucas
- Kim Volkman
- Doug Falconer

Voormalige leden
- Ian Rilen
- Steve Cafiero
- Peter Coutanche
- Ian Krahe
- Geoff Holmes
- Cath Synnerdahl
- Cathy Green

## Geschiedenis
Ian Rilen formeerde X eind jaren 1970 met Steve Lucas op gitaar en zang. Ian Krahe speelde ook gitaar en stond erom bekend bloed aan zijn handen te hebben als hij zonder gitaarplectrum speelde. Steve Cafiero completeerde de oorspronkelijke vierdelige bezetting op drums. De eerste bezettingsverandering van de band vond plaats toen gitarist Ian Krahe overleed, waardoor de band werd teruggebracht tot drie leden voor hun eerste album X-Aspirations. Opgenomen in 5 uur in de Trafalgar Studios in Sydney is het album opgenomen in het boek 100 Best Australian Albums. De band ging uit elkaar kort na het uitbrengen van het album in 1980.
Ian Rilen formeerde de postpunkband Sardine v met zijn toenmalige vrouw Stephanie Rilen tijdens X's eerste onderbreking van 1980 tot 1983. X werd begin jaren 1980 opnieuw geformeerd voor een tournee, georganiseerd door de toenmalige manager Nick Chance en boekingsagent Gerard Schlaghecke. Drummer Steve Cafiero had altijd gezegd dat hij niet naar Melbourne zou gaan en toen hij op de hoogte werd gebracht van de tourneedata, hield hij zich aan zijn woord en weigerde te gaan, daarbij verwijzend naar familieverplichtingen en zijn carrière in onroerend goed. De in Canberra wonende drummer Cathy Green was een grote fan van de band en, al bekend met de nummers, verving ze Cafiero voor de Melbourne-tournee een paar dagen van tevoren. Niet lang daarna overleed Cafiero na injectie met een kleurstof, voorafgaand aan een röntgenfoto voor rugklachten en werd Green een permanent lid van X. Het tweede album At Home With You (1985) werd opgenomen in Melbourne in Richmond Recorders. Het album bleef 29 maanden in de top 20 van onafhankelijke hitlijsten van Australië. Het derde album X And More (1989) volgde en werd, net als de vorige albums, geproduceerd door Lobby Loyde, die in 1979–1980 in de hardrockband Rose Tattoo had gezeten met Ian Rilen.
Tot zijn dood in 2006 had Rilen een redelijk stabiele bezetting van zijn toenmalige project Ian Rilen & the Love Addicts neergezet met Cathy Green als basgitariste. De band bracht de cd Passion Boots & Bruises uit. Steve Lucas gebruikte White Cross uit Melbourne als begeleidingsband om de twee albums Double Cross en Bought And Sold uit te brengen. Lucas was ook frontman van Bigger Than Jesus, formeerde de Groody Frenzy, evenals A.R.M. (met Chris Welsh en Mike Couvret), The Pubert Brown Fridge Occurrence evenals Neon en Venom. Steve bracht ook het soloalbum Bread and Water uit met cameo's van Paul Kelly, Brett Kingman, Andrew Pendlebury en Chris Wilson.

## Discografie

### Singles/ep's
- 1979: I Don't Wanna Go Out/Waiting 7" (X Music)
- 1984: Mother 7" (X Music)
- 1985: El Salvador enkelzijdig 7" flexi (Phantom Records)
- 1987: Dream Baby 7"/12" (White Label)
- 1989: And More/Getting Wet 7" (White Label)
- 2001: I Love Rock'n'Roll CDEP (Laughing Outlaw) Lucas/Rilen/Holmes/Synnerdahl

### Studioalbums
- 1979: X-Aspirations lp (X Music YPRX1645, opnieuw uitgebracht Aztec Music 2009)
- 1985: At Home with You lp (Major MRLP002, opnieuw uitgebracht [Morphius Archives] 2002 MRA-002)
- 1988: And More lp (White Label)
- 2011: X -Spurts lp (Aztec Music)

### Livealbums
- 1997: X Live 8 July 1978 (Spiral Scratch)
- 2001: Live at the Civic 1979 (Dropkick)
- 2003: Evil Rumours (Laughing Outlaw)